# Robinsonia similis
Robinsonia similis är en fjärilsart som beskrevs av Rothschild 1909. Robinsonia similis ingår i släktet Robinsonia och familjen björnspinnare. Inga underarter finns listade.